# Rechnung

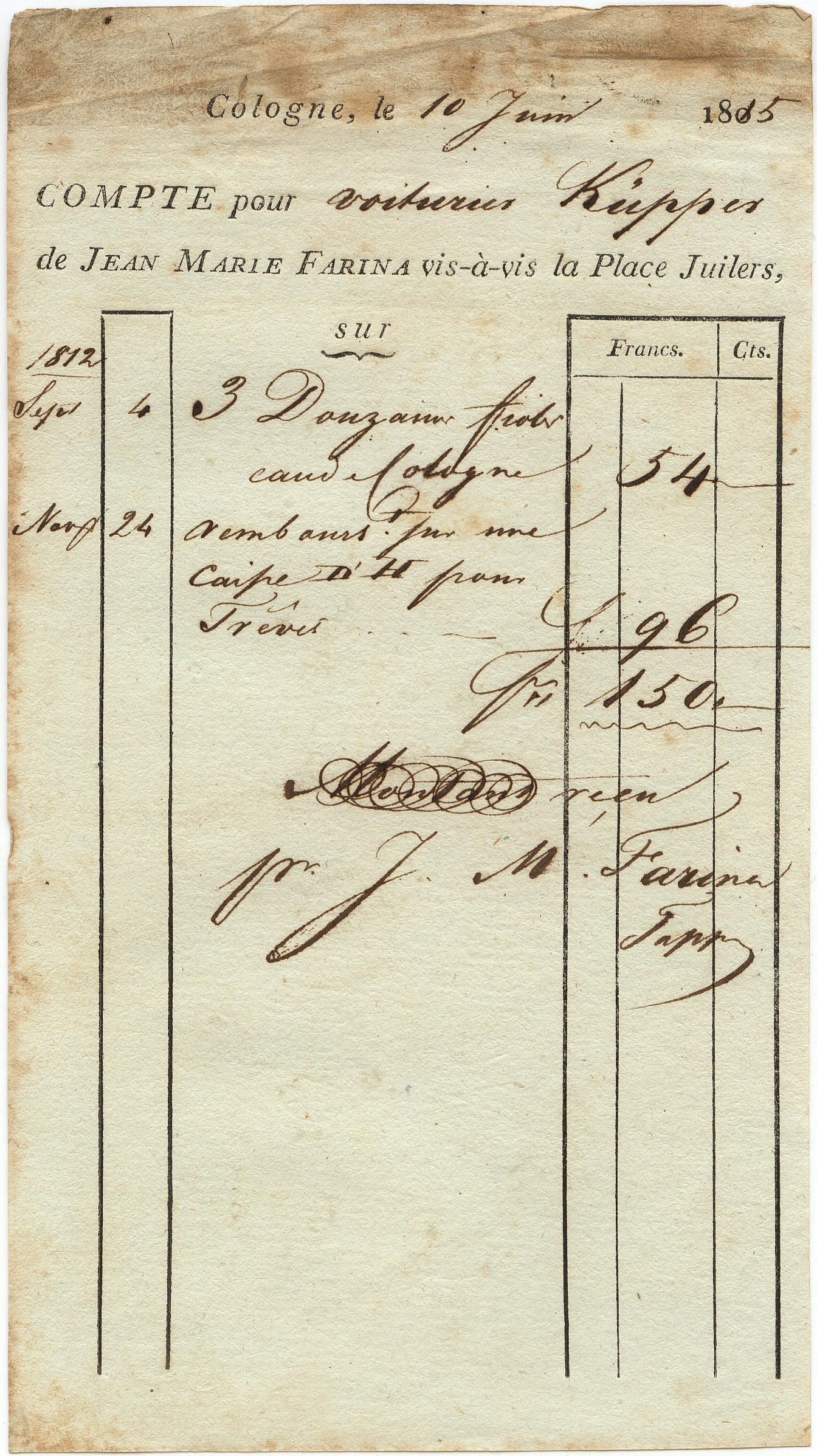
Rechnung von Johann Maria Farina gegenüber dem Jülichs-Platz während der Franzosenzeit vom 10. Juni 1815

Eine Rechnung aus dem Jahr 1904

Unter Rechnung (veraltet auch Faktura oder Faktur) wird jedes Dokument verstanden, das die Abrechnung über eine Lieferung oder sonstige Leistung zum Inhalt hat, gleichgültig, wie dieses Dokument im Geschäftsverkehr bezeichnet wird.

## Allgemeines
Diese umsatzsteuerrechtliche Legaldefinition des § 14 Abs. 1 UStG ist um zivilrechtliche und betriebswirtschaftliche Aspekte zu ergänzen. Die Rechnung ist dann eine gegliederte Aufstellung über die Forderung eines Entgeltes für eine erbrachte Leistung. Durch sie ist der Schuldner in der Lage, eine Nachprüfung der Forderung vorzunehmen, weshalb aus ihr konkret hervorgehen muss, welche Summe für welche Leistung gefordert wird. Die Spezifikation innerhalb der Rechnung hat auch erbrachte etwaige Teilleistungen zu erfassen. Entspricht die Rechnung diesen Anforderungen, ist es gleichgültig, ob sie „Abrechnung“, „Frachtbrief“, „Gegenrechnung“, „Quittung“, „Zahlungsaufforderung“ oder „Zahlungsaufstellung“ genannt wird. Nicht als Rechnung gelten Schriftstücke, die wie Kontoauszüge ausschließlich den Zahlungsverkehr betreffen oder als Lieferschein den Transport begleiten.
Das Wort Rechnung stammt aus den althochdeutschen „rehhanunga“ oder „réchenungo“, die erstmals um das Jahr 1000 erschienen, im Mittelhochdeutschen wandelte es sich in „rech(e)nunge“. Das heutige Wort „Rechnung“ tauchte ersichtlich erstmals im Jahre 1316 auf. Während in Deutschland das Wort Faktura im allgemeinen Sprachgebrauch als veraltet gilt, ist es in Österreich und der Schweiz das übliche Synonym für die Rechnung.

## Rechtsfragen
Das Wort Rechnung ist ein Rechtsbegriff, der in vielen Rechtsgebieten vorkommt.

### Zivilrecht
Die Rechenschaftspflicht aus § 259 Abs. 1 BGB begründet die Rechtspflicht, eine die geordnete Zusammenstellung der Einnahmen oder der Ausgaben enthaltende Rechnung aufzustellen. Die Rechnung ist eine empfangsbedürftige Willenserklärung, die erst mit Zugang beim Schuldner rechtswirksam wird. Der Schuldner gerät spätestens in Schuldnerverzug, wenn er nicht innerhalb von 30 Tagen nach Fälligkeit und Zugang einer Rechnung oder gleichwertigen Zahlungsaufstellung leistet (§ 286 Abs. 3 BGB). Einer Mahnung bedarf es nicht, denn gemäß § 286 Abs. 2 Nr. 1 BGB ist die Leistungszeit kalendermäßig bestimmt. Geht dem Schuldner nach § 271a Abs. 1 BGB nach Empfang der Gegenleistung eine Rechnung oder gleichwertige Zahlungsaufstellung zu, tritt der Zeitpunkt des Zugangs dieser Rechnung oder Zahlungsaufstellung an die Stelle der gesetzlichen Frist des Empfangs der Gegenleistung.
Die Rechnung muss in Textform (beispielsweise schriftlich oder per E-Mail) erfolgen, eine mündliche Rechnungsstellung genügt nicht. Sie bedarf keiner Unterschrift, auch muss keine Schriftform nach § 126 BGB eingehalten werden.
Als Rechnung gelten auch der Fahrschein (§  34 Abs. 1 UStDV) und der Kassenbon. Als Urkunde übt der Bierdeckel eine rechnungsähnliche Beweisfunktion aus. Kassenbons bis zu einem Gesamtbetrag von 250,00 € (einschließlich Umsatzsteuer), welche die Anforderungen des § 33 UStDV erfüllen, werden als Kleinbetragsrechnung anerkannt. Die Abschlagsrechnung fordert bei größeren Aufträgen zu Teilzahlungen auf. Eingangsrechnungen heißen die Rechnungen über einen Wareneingang, Ausgangsrechnungen entsprechend die über einen Warenausgang.
Die Proformarechnung ist eine vorläufige Rechnung, die im Regelfall nicht zur Zahlung auffordern kann. Sie ist rechtlich keine Rechnung, sondern wird dem Bestellvorgang zugeordnet. Keine Rechnung ist die Scheinrechnung, eine Form der Steuerhinterziehung gemäß § 370 Abs. 1 AO, die einen Geschäftsvorfall vortäuschen oder verschleiern soll. Im Unterschied zum Unternehmer ist die Erteilung einer Rechnung durch Privatpersonen (Privatrechnung) nicht gesetzlich geregelt. Der Aussteller sollte allerdings prüfen, ob durch das Erstellen der Rechnung nicht bereits eine selbständige oder gewerbliche Tätigkeit anzunehmen ist.
Eine Rechnung enthält schuldrechtlich eine Zahlungsaufforderung, wobei sich der Anspruch (§ 194 Abs. 1 BGB) des Gläubigers auf Zahlung in der Regel aus einem zuvor abgeschlossenen Vertrag, wie beispielsweise dem Kaufvertrag (§ 433 Abs. 2 BGB), ergibt. Es ist allerdings nicht bestimmt, dass die Zahlungsaufforderung notwendigerweise durch eine Rechnung erfolgen muss (§ 241 Abs. 1 Satz 1 BGB). Enthält die Rechnung ein Zahlungsziel, so muss der Schuldner seine Leistung erst zum entsprechenden Termin bewirken (§ 271 Abs. 2 BGB), ohne Zahlungsziel ist der Schuldner sofort nach Erhalt der Rechnung zur Zahlung verpflichtet (§ 271 Abs. 1 BGB). Der Leistungszeitpunkt muss allerdings nicht notwendigerweise durch den Zugang einer Rechnung bestimmt sein, sondern kann entweder vertraglich vereinbart werden (etwa beim Zielkauf) nach Abs. 2 oder ergibt sich mangels Regelung aus dem Gesetz nach Abs. 1 der vorgenannten Regelung.
Für eine Übersendung einer Rechnung in Papierform dürfen in Deutschland unter Verweis auf elektronisch bereitgestellte Rechnungen keine zusätzlichen Gebühren erhoben werden, jedenfalls dann nicht, wenn Gegenstand der Rechnung nicht ausschließlich online geschlossene Verträge sind. Bei Mobilfunkanbietern in der Schweiz sind solche Gebühren bereits üblich.
Rechnung als befristete Mahnung
Grundsätzlich kann auf eine gesonderte Mahnung verzichtet werden, wenn die Rechnung eine Zahlungsfrist enthält und darauf hingewiesen wird, dass bei Fristablauf Verzug eintritt. Der Anspruch des Gläubigers muss allerdings bei Zugang der Rechnung beim Schuldner bereits fällig sein (§ 286 Abs. 1 Satz 1 BGB).
Die Angabe einer Zahlungsfrist („Der Rechnungsbetrag ist sofort / bis zum … zu zahlen“) auf der Rechnung alleine genügt nicht, denn bei dieser handelt es sich um ein einseitig erklärtes Zahlungsziel. Andernfalls würde die Regelung des § 286 Abs. 3 Satz 1 BGB unterlaufen.
Rechnung enthält Mahnung nach § 286 Abs. 3 BGB
Der Zugang einer Rechnung beim Schuldner ist eine von drei Voraussetzungen für den Schuldnerverzug nach § 286 Abs. 3 BGB. Bei dieser Bestimmung handelt es sich um eine Ausnahmeregelung, nach der – zusätzlich zu den Ausnahmen des § 286 Abs. 2 BGB – der Verzug des Schuldners einer Entgeltforderung (weitere Voraussetzung) eintreten kann, ohne dass eine Mahnung erfolgt (§ 286 Abs. 1 BGB). Die abschließende Voraussetzung ist der Ablauf der 30-Tages-Frist, wobei der Ablauf der Frist entweder mit dem Tag der Fälligkeit der Forderung oder dem Tag des Zugangs der Rechnung/Zahlungsaufstellung beginnt, je nachdem, welches der spätere Zeitpunkt ist. Für die Berechnung der Frist wird dieser Tag nicht mit berechnet (§ 187 Abs. 1 BGB). Die Frist endet mit Ablauf des 30. Tages (§ 188 Abs. 1 BGB). Falls der Zeitpunkt, wann die Rechnung/Zahlungsaufstellung zugegangen ist, unsicher ist, vermutet das Gesetz, den Zeitpunkt des Zugangs dieser beim Schuldner zusammen mit der Gegenleistung (§ 286 Abs. 3 Satz 2 BGB).
Verbraucher müssen allerdings auf diese Regelung innerhalb der Rechnung/Zahlungsaufstellung besonders hingewiesen werden (§ 286 Abs. 3 Satz 1 Halbsatz 2 BGB). Die Bestimmung eines einseitigen Zahlungsziels ohne Belehrung reicht jedenfalls nicht aus. Die Übersendung einer Rechnung mit der einseitigen Bestimmung eines Zahlungsziels durch den Gläubiger vermag ohne die erforderliche Belehrung des Verbrauchers (§ 286 Abs. 3 Satz 1 BGB) einen Verzug des Schuldners nicht
zu begründen. Auch gilt die Vermutung über den Zeitpunkt des Zugangs nicht bei Verbrauchern (§ 286 Abs. 3 Satz 2 BGB).
Vereinbarungen über die Leistungszeit des Zahlungsanspruchs
Den Vereinbarungen zwischen Vertragsparteien über die Leistungszeit im Hinblick darauf, bis wann eine Entgeltforderung zu erfüllen ist, sind gesetzliche Grenzen vorgegeben. Vereinbart werden kann in der Regel eine maximale Frist von 60 Tagen (§ 271a Abs. 1 Satz 1 BGB). Eine zu lange Leistungszeit ist aber auch dann noch gültig, wenn dem Schuldner nach Erhalt der Gegenleistung eine Rechnung zugeht und von dieser ausgehend die 60-Tages-Frist eingehalten wird (§ 271a Abs. 1 Satz 2 BGB). Solange der Gläubiger keinen späteren Zugang einräumt, vermutet das Gesetz den Zeitpunkt des Zugangs der Rechnung/Zahlungsaufstellung zusammen mit der Gegenleistung (§ 271a Abs. 1 Satz 3 BGB). Diese Regelung gilt jedoch nicht, wenn ein Verbraucher das Entgelt schuldet (§ 271a Abs. 5 Nr. 2 BGB).
Bei Verwendung von AGB gilt abweichend, dass der Verwender der AGB sich in der Regel nicht mehr als 30 Tage für die Erfüllung einer Entgeltforderung vorbehalten darf. Zulässig ist es, sollte dem Schuldner nach Erhalt der Gegenleistung eine Rechnung/Zahlungsaufstellung zugehen, den Beginn der Ablauffrist auf den Zugangszeitpunkt dieser Rechnung/Zahlungsaufstellung abzustellen. Diese Beschränkung gilt allerdings nicht, wenn der Verwender der AGB ein Verbraucher ist (§ 308 Nr. 1a BGB).

#### Käuferrechte

##### Mängelansprüche (Gewährleistung)

###### Verbrauchsgüterkauf
Die Rechte des Verbrauchers als Käufer, die dieser gegen den Verkäufer als Unternehmer im Falle einer mangelhaften Kaufsache hat, solange es sich dabei um eine Verbrauchsgüterkauf (§ 474 Abs. 1 BGB) handelt, kann der Unternehmer nicht einschränken (§ 475 Abs. 1 BGB). Die Geltendmachung von Mängelansprüchen (§§ 434 ff. BGB) ist nicht von der Vorlage der Rechnung (die allerdings die Durchsetzung der Ansprüche erleichtert) abhängig und kann auch deshalb nicht zum Nachteil des Verbrauchers vereinbart werden.

###### Andere
In AGB kann keine wirksame Vereinbarung zum Nachteil des Käufers getroffen werden, nach der dieser für die Geltendmachung von Mängelansprüchen die Rechnung vorlegen muss, da eine solche Regelung der Inhaltskontrolle unterliegt (§ 307 BGB).
Individualvertraglich müsste sich eine solche Regelung, hinsichtlich Zulässigkeit den Auslegungen der §§ 138 und 242 BGB und hinsichtlich Umfang der §§ 133 und 157 BGB unterwerfen lassen und wäre damit nicht möglich (denn entscheidend ist, dass der Kaufnachweis gelingt). Im Zweifel erfolgen die Auslegungen zu Gunsten des Käufers.

##### Garantie
Für Garantien nach § 443 Abs. 1 BGB gelten die vorgenannten anderen Regelungen hinsichtlich der Vereinbarung, dass ein Anspruch nur bei Vorlage der Rechnung durchgesetzt werden kann, entsprechend.

#### Anspruch auf Rechnungserteilung
Der Empfänger einer Leistung, der Unternehmer im Sinne des § 2 UStG ist, hat Anspruch auf Erteilung einer Rechnung, wenn der Erbringer der Leistung ebenfalls Unternehmer und zum Ausweis der Umsatzsteuer (USt.) berechtigt ist. Der Anspruch ergibt sich aus dem zivilrechtlichen Rechtsverhältnis in Verbindung mit § 14 Abs. 2 UStG. Im Falle des § 14 Abs. 2 Nr. 1 UStG ist die Unternehmereigenschaft auf Empfängerseite keine Voraussetzung für den Anspruch. Der Anspruch kann vor den Zivilgerichten eingeklagt werden und unterliegt der dreijährigen Verjährungsfrist des § 195 BGB. Fristbeginn ist der Schluss des Jahres, in dem der Anspruch entstanden ist (§ 199 Abs. 1 BGB).

„Besteht ein Anspruch auf Erteilung einer Rechnung nach § 14 UStG, kann der Leistungsempfänger das von ihm geschuldete Entgelt grundsätzlich nach § 273 Abs. 1 BGB zurückhalten, bis der Leistende ihm die Rechnung erteilt (…)
Ist ernstlich zweifelhaft, ob die Leistung der Umsatzsteuer unterliegt, kann der Leistungsempfänger die Erteilung einer Rechnung nach § 14 UStG mit gesondert ausgewiesener Steuer nur verlangen, wenn die zuständige Finanzbehörde den Vorgang bestandskräftig der Umsatzsteuer unterworfen hat (…)“

### Steuerrecht
Insgesamt müssen Rechnungen gemäß § 14 Abs. 4 UStG zehn Pflichtangaben enthalten. Aus Rechnungen muss – sofern Mehrwertsteuerpflicht besteht – die Mehrwertsteuer (MwSt.) hervorgehen, so dass es einen Rechnungsbetrag als Bruttopreis (mit MwSt.) und Nettopreis (ohne MwSt.) gibt. Nach § 31 Abs. 1 UStDV kann eine Rechnung aus mehreren Dokumenten bestehen, aus denen sich die nach § 14 Abs. 4 UStG geforderten Angaben insgesamt ergeben. In einem dieser Dokumente sind das Entgelt und der darauf entfallende Steuerbetrag jeweils zusammengefasst anzugeben und alle anderen Dokumente zu bezeichnen, aus denen sich die übrigen Pflichtangaben nach § 14 Abs. 4 UStG ergeben. Kleinbetragsrechnungen bis zu 250 Euro brauchen lediglich vier Mindestangaben zu enthalten (§ 33 UStDV). Rechnungen sind auf Papier oder vorbehaltlich der Zustimmung des Empfängers als elektronische Rechnung zu übermitteln. Rechnungen erfordern keine handschriftliche Unterschrift, elektronische Rechnungen erfordern dagegen eine elektronische Signatur. Werden Bewirtungskosten als Betriebsausgaben geltend gemacht, wird als Nachweis nur eine Rechnung anerkannt, die maschinell erstellt und registriert (Registrierkasse) wurde.
Notwendige Angaben in einer Rechnung
Eine Rechnung muss folgende Angaben enthalten (§ 14 Abs. 4 UStG):
1. Kontaktdaten: den vollständigen Namen und die vollständige Anschrift des leistenden Unternehmers und des Leistungsempfängers
2. Steuernummer: die dem leistenden Unternehmer vom Finanzamt erteilte Steuernummer oder die ihm vom Bundeszentralamt für Steuern erteilte Umsatzsteuer-Identifikationsnummer
3. Datum: das Ausstellungsdatum
4. Rechnungsnummer: eine eindeutige Nummer, welche sich einfach einem Nummernkreis zuordnen lässt
5. Leistung: die Menge und die Art (handelsübliche Bezeichnung) der gelieferten Gegenstände oder den Umfang und die Art der sonstigen Leistung
6. Leistungsdatum: den Zeitpunkt der Lieferung oder sonstigen Leistung oder der Vereinnahmung des Entgelts oder eines Teils des Entgelts (wenn die Lieferung oder Leistung noch nicht ausgeführt ist), sofern dieser Zeitpunkt feststeht und nicht mit dem Ausstellungsdatum der Rechnung identisch ist
7. Nettosumme: das nach Steuersätzen und einzelnen Steuerbefreiungen aufgeschlüsselte Entgelt (Nettoumsatz, § 10 Abs. 1, S. 2 UStG) für die Lieferung oder sonstige Leistung sowie jede im Voraus vereinbarte Minderung des Entgelts, sofern sie nicht bereits im Entgelt berücksichtigt ist
8. Mehrwertsteuervermerk: den anzuwendenden Steuersatz sowie den auf das Entgelt entfallenden Steuerbetrag oder im Fall einer Steuerbefreiung einen Hinweis darauf, dass für die Lieferung oder sonstige Leistung eine Steuerbefreiung gilt, und
9. Aufbewahrungsfrist: in den Fällen, in denen der Unternehmer eine umsatzsteuerpflichtige Werkleistung oder sonstige Leistung im Zusammenhang mit einem Grundstück an einen Nichtunternehmer ausführt, einen Hinweis auf die Aufbewahrungspflicht des Leistungsempfängers.

 Rechnungen über Kleinbeträge
Gemäß § 14 Abs. 6 Nr. 3 UStG i. V. m. § 33 UStDV gelten vereinfachte Regeln für eine Rechnung, deren Gesamtbetrag 250 Euro (inklusive Umsatzsteuer) nicht übersteigt (Kleinbetragsrechnung). Diese muss mindestens folgende Angaben enthalten:
- den vollständigen Namen und die vollständige Anschrift des leistenden Unternehmers,
- das Ausstellungsdatum,
- die Menge und die Art der gelieferten Gegenstände oder den Umfang und die Art der sonstigen Leistung und
- das Entgelt und den darauf entfallenden Steuerbetrag für die Lieferung oder sonstige Leistung in einer Summe sowie den anzuwendenden Steuersatz oder im Fall einer Steuerbefreiung einen Hinweis darauf, dass für die Lieferung oder sonstige Leistung eine Steuerbefreiung gilt.

Somit fallen gegenüber einer vollständigen Rechnung insbesondere der Leistungsempfänger, die Steuernummer, die Rechnungsnummer und der Leistungszeitraum weg.
Nach Art. 238 Abs. 1a Mehrwertsteuer-Systemrichtlinie sind innerhalb der EU entsprechende Regelungen bis zu einem Betrag von 400 Euro möglich, weshalb Kleinbetragsrechnungen innerhalb der EU vom Schwellenbetrag und von den inhaltlichen Mindestanforderungen abweichen können.
Kleinbetragsrechnungen dürfen nicht angewendet werden bei
- innergemeinschaftlichen Versandhandel (§ 3c UStG),
- innergemeinschaftlichen Lieferungen (§ 6a UStG) und
- bei Umkehrung der Steuerschuldnerschaft (§ 13b UStG).

Ähnliche Erleichterungen gibt es für Fahrausweise als Rechnungen (§ 34 UStDV).
Rechnungsangaben bei Kleinunternehmern (§ 19 Abs. 2 UStG)
Kleinunternehmer im Sinne des Umsatzsteuerrechts dürfen keine Umsatzsteuer in der Rechnung ausweisen, gleichzeitig gehört jedoch zu den Rechnungspflichtangaben der Grund für den fehlenden Umsatzsteuer-Ausweis.

### Handelsrecht
Auf allen Geschäftsbriefen (und damit auch auf Rechnungen) eines Kaufmanns bzw. einer Handelsgesellschaft müssen die Firma einschließlich des Rechtsformzusatzes (z. B. GmbH, GmbH & Co. KG), der Ort der Handelsniederlassung, das Registergericht und die Nummer, unter der die Firma in das Handelsregister eingetragen ist, angegeben werden. Ferner sind anzugeben bei Gesellschaften ohne eine natürliche Person als mittel- oder unmittelbaren Vollhafter, alle Geschäftsführer bzw. Vorstandsmitglieder (mit besonderer Erwähnung des Vorsitzenden) und der Vorsitzende des Aufsichtsrats mit dem Familiennamen und mindestens einem ausgeschriebenen Vornamen sowie bei Personengesellschaften die Firmen der Gesellschafter. Werden (freiwillige) Angaben über das Eigenkapital einer Kapitalgesellschaft gemacht, so müssen in jedem Fall das Stammkapital bzw. Grundkapital sowie, wenn nicht alle in Geld zu leistenden Einlagen eingezahlt sind, der Gesamtbetrag der ausstehenden Einlagen angegeben werden (§§ 37a und 125a Abs. 1 HGB, § 80 Abs. 1 AktG, § 35a Abs. 1 GmbHG).
Unter der Formulierung „eigene oder fremde Rechnung“ klärt der Gesetzgeber, wer die Verpflichtungen, Kosten oder Preise zu tragen hat oder wem der Nutzen eines Geschäfts oder die Gebrauchsvorteile zugutekommen sollen. So darf der Handlungsgehilfe nach § 60 Abs. 1 HGB ohne Erlaubnis des Kaufmanns weder ein Handelsgewerbe betreiben noch in dem Handelszweig des Kaufmanns für eigene oder fremde Rechnung Geschäfte machen. Die Vorstandsmitglieder einer Aktiengesellschaft dürfen gemäß § 88 Abs. 1 AktG ohne Einwilligung des Aufsichtsrats weder ein Handelsgewerbe betreiben noch im Geschäftszweig der Aktiengesellschaft für eigene oder fremde Rechnung Geschäfte machen.

## Tabellarische Übersicht
| Sachverhalt | Rechnungsbetrag bis 250,00 € brutto *) | Rechnungsbetrag ab 250,01 € brutto *) |
| Rechnungsaussteller: § 14 Abs. 4 Nr. 1 UStG: Vollständiger Name und vollständige Anschrift des leistenden Unternehmers. 1. Wenn das Unternehmen nicht im Handelsregister eingetragen ist, muss „Name“ aus mindestens einem ausgeschriebenen Vornamen und dem Nachnamen des Unternehmers bestehen 2. Bei Unternehmen, die im Handelsregister eingetragen sind, muss „Name“ aus der im Handelsregister eingetragenen Firma und mindestens einem ausgeschriebenen Vornamen und dem Nachnamen des Geschäftsführers bestehen. | X                                      | X                                     |
| Rechnungsempfänger: § 14 Abs. 4 Nr. 1 UStG in Verbindung mit § 31 UStDV: Vollständiger Name und vollständige Anschrift des Leistungsempfängers. |                                        | X                                     |
| Steuernummer oder USt-IdNr.: § 14 Abs. 4 Nr. 2 UStG in Verbindung mit § 33 UStDV: Die dem leistenden Unternehmer vom Finanzamt erteilte Steuernummer und/oder die ihm vom Bundesamt für Finanzen erteilte Umsatzsteuer-Identifikationsnummer. |                                        | X                                     |
| Datum: § 14 Abs. 4 Nr. 3 UStG: Ausstellungsdatum der Rechnung. | X                                      | X                                     |
| Rechnungsnummer: § 14 Abs. 4 Nr. 4 UStG in Verbindung mit § 33 UStDV: Eine Nummer mit einer oder mehreren Zahlenreihen, die zur Identifizierung der Rechnung vom Rechnungsaussteller einmalig vergeben wird (seit Februar 2008 muss die Nummer nicht mehr fortlaufend sein). |                                        | X                                     |
| Menge und Artikelbezeichnung: § 14 Abs. 4 Nr. 5 UStG: Die Menge und die Art (handelsübliche Bezeichnung) der gelieferten Gegenstände oder den Umfang und die Art der sonstigen Leistung. | X                                      | X                                     |
| Datum der Lieferung/Leistung: § 14 Abs. 4 Nr. 6 UStG in Verbindung mit § 33 UStDV: Den Zeitpunkt der Lieferung oder sonstigen Leistung oder der Vereinnahmung des Entgelts (auch wenn es mit dem Ausstellungsdatum der Rechnung identisch ist). |                                        | X                                     |
| Netto-Betrag: § 14 Abs. 4 Nr. 7 UStG in Verbindung mit § 33 UStDV: Das nach Steuersätzen und einzelnen Steuerbefreiungen aufgeschlüsselte Netto-Entgelt. |                                        | X                                     |
| Steuersatz: § 14 Abs. 4 Nr. 8 UStG in Verbindung mit § 33 UStDV: Den anzuwendenden Steuersatz. | X                                      | X                                     |
| Steuerbetrag: § 14 Abs. 4 Nr. 8 UStG in Verbindung mit § 33 UStDV: Den anzuwendenden Steuersatz sowie den auf das Entgelt entfallenden Steuerbetrag. |                                        | X                                     |
| Grund der Steuerbefreiung: § 14 Abs. 4 Nr. 8 UStG: Im Fall einer Steuerbefreiung einen Hinweis darauf, dass für die Lieferung oder sonstige Leistung eine Steuerbefreiung gilt. Hier reicht es aus, den Grund der Steuerbefreiung zu nennen (z. B. „Kleinunternehmerregelung“); eine Benennung der Vorschrift (in diesem Fall „§ 19 UStG“) ist nicht erforderlich. | X                                      | X                                     |
| Aufbewahrungspflicht bei Bauleistungen: § 14 Abs. 4 Nr. 9 UStG in Verbindung mit § 33 UStDV: Einen Hinweis auf die Aufbewahrungspflicht des Leistungsempfängers (nur bei Bauleistungen). |                                        | X                                     |

*) Bei Rechnungen bis zum 31. Dezember 2016 lag die Grenze bei 150,00 bzw. 150,01 Euro.

## Aufbewahrungspflicht
Der Unternehmer muss Eingangs- und Ausgangsrechnungen 10 Jahre aufbewahren (§ 14b Abs. 1 Satz 1 UStG). Privatpersonen (auch Unternehmer, die Leistungen in ihrem privaten Bereich verwenden), die von Unternehmern für Leistungen im Zusammenhang mit einem Grundstück oder grundstücksgleichem Recht eine Rechnung erhalten haben, sind verpflichtet, diese Rechnung aufgrund § 14b Abs. 1 Satz 5 UStG zwei Jahre lang aufzubewahren. Bei Verstoß können bis zu 500 € Geldbuße verhängt werden. Auf diese Aufbewahrungspflicht (der Privatperson) ist in der Rechnung hinzuweisen, etwa durch den Zusatz „Der Rechnungsempfänger ist verpflichtet, die Rechnung zu Steuerzwecken 2 Jahre lang aufzubewahren.“ Für Handwerkerrechnungen (die gemäß § 35a Abs. 3 EStG steuerlich absetzbar sind) über den Neubau, den Umbau oder die Reparatur an einem Gebäude gilt eine fünfjährige Verjährungsfrist bei Mängeln (§ 634a Abs. 1 Nr. 2 BGB); die dazugehörenden Rechnungen sind zur Geltendmachung von Ansprüchen entsprechend aufzubewahren.
Wer nicht Unternehmer ist, hat nur bei Leistungen im Zusammenhang mit einem Grundstück die erhaltenen Rechnungen oder vergleichbare Belege zwei Jahre aufzubewahren (§ 14b Abs. 1 Satz 5 UStG i.V.m § 14 Abs. 2 Satz 1 Nr. 1 UStG). Zudem ist es sinnvoll, Handwerkerrechnungen über den Neubau, den Umbau oder die Reparatur an einem Gebäude fünf Jahre lang aufzubewahren, um Ansprüche aus der Gewährleistungspflicht geltend machen zu können.

## Verletzung der Rechnungspflichten
Vereinbaren der Leistungsempfänger und der Unternehmer, die Leistungen ohne Ausstellung einer Rechnung zu erbringen (so genannte ohne-Rechnung-Abrede), verstößt der Unternehmer gegen seine umsatzsteuerrechtlichen Rechnungspflichten. Geschieht dies in der Absicht, auf diese Weise Umsatzsteuer zu ersparen, dient die Abrede zudem einer nach § 370 AO strafbaren Steuerhinterziehung des Unternehmers. Wirtschaftlicher Hintergrund einer solchen ohne-Rechnung-Abrede sind zumeist Leistungen an nicht zum Vorsteuerabzug berechtigte Personen, wie Privatleute oder solche Unternehmer, die keine umsatzsteuerpflichtigen Leistungen erbringen (wie bei der Einkunftsart Vermietung und Verpachtung, soweit nicht für die Umsatzsteuer optiert wurde). Der Leistungsempfänger zahlt mangels Berechnung der Umsatzsteuer weniger, der Unternehmer kann mangels buchhalterischer Erfassung des Zahlungsvorgangs die Ertragsteuern (Einkommen-, Körperschaft- sowie Gewerbesteuer) verkürzen.
Um diese weitverbreitete Praxis einzudämmen, wurde im Jahre 2004 parallel zum Gesetz zur Intensivierung der Bekämpfung der Schwarzarbeit und der damit zusammenhängenden Steuerhinterziehung (SchwarzArbG) die Pflicht zur Ausstellung einer Rechnung generell auf grundstücksbezogene Leistungen erstreckt – dem Hauptanwendungsfall der ohne-Rechnung-Abrede in der Praxis – und eine zweijährige Aufbewahrungspflicht für Nichtunternehmer eingeführt. Zivilrechtlich zieht eine zum Zweck der Steuerhinterziehung getroffene ohne-Rechnung-Abrede grundsätzlich die Nichtigkeit des Werk- oder sonstigen Vertrages (wegen Verstoßes gegen ein gesetzliches Verbot, § 134 BGB, und gegen die guten Sitten, § 138 BGB) nach sich, wobei der Bundesgerichtshof (BGH) bei schon vollzogenen Verträgen die Unwirksamkeitswirkungen unter Berufung auf den Grundsatz von Treu und Glaube beschränkt.

## Wirtschaftliche Aspekte
Die Rechnung bildet den Abschluss der Fakturierung, durch die im rechnungsstellenden Unternehmen eine Forderung entsteht, die in dessen Bilanz zu aktivieren ist. Sie ist ein Buchungsbeleg, ohne Rechnung kann zwar eine Forderung entstehen, sie ist jedoch schwerer zu beweisen. Eine Rechnung wird erstellt aufgrund von Kaufverträgen für den Kaufpreis sowohl im Präsenzhandel im Laden als auch im Versandhandel, bei Werkverträgen, Dienstverträgen und sonstigen Schuldverhältnissen, bei denen eine Zahlung als Gegenleistung erwartet wird. Mit Zugang der Rechnung muss der Zahlungspflichtige sie als Verbindlichkeit buchen.

## Sonstiges
Außerhalb dieser Rechnungen wird der Begriff Rechnung für jede Zusammenstellung von Zahlenwerken verwandt wie bei Rechnungswesen (hier die Investitionsrechnung oder beim Kontokorrent der Rechnungsabschluss) und Rechnungslegung (hier unter anderem die Kosten- und Leistungsrechnung, Gewinn- und Verlustrechnung, Kapitalflussrechnung) oder in der Volkswirtschaftslehre die Volkswirtschaftliche Gesamtrechnung.
Nicht mit einer Rechnung zu verwechseln ist eine Quittung. Eine Quittung ist nur der schriftliche Beweis, dass eine Zahlung (Bargeld) geleistet wurde. Eine Quittung ersetzt keine Rechnung und umgekehrt. Ein Dokument kann aber gleichzeitig Rechnung und Quittung darstellen (z. B. wenn der Erhalt der (Bar-)Zahlung direkt auf der Rechnung bestätigt wird). Quittungen ergeben nur Sinn bei Barzahlungen, da unbare Geldflüsse sowieso belegbar sind.

## International

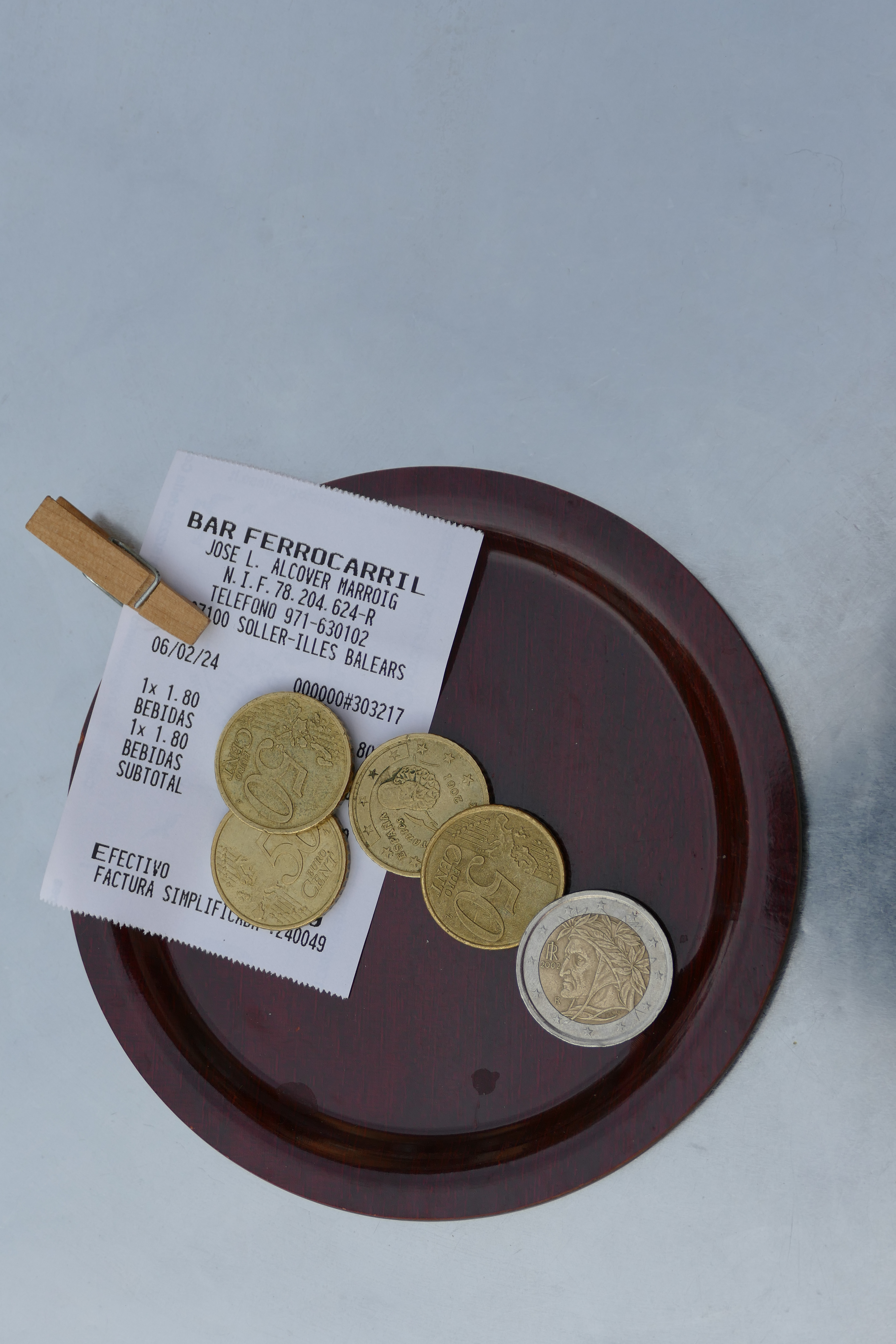
Getränkerechnung in einem Café in Spanien

Die vereinfachten Rechnungsbestimmungen für Kleinbetragsrechnungen sind in allen EU-Mitgliedstaaten durch die Richtlinie EU/2006/112 vom November 2006 vereinheitlicht. Sie zählt in Art. 226 insgesamt 15 Mindestangaben einer Rechnung auf, Rechnungen müssen nicht unterzeichnet sein (Art. 229).
Für die Rechnungsstellung in Österreich gelten nahezu dieselben Vorschriften wie in Deutschland. Führt der Unternehmer Umsätze im Sinne des § 1 Abs. 1 Ziff. 1 UStG aus, ist er gemäß § 11 Abs. 1 UStG berechtigt, Rechnungen auszustellen. Die Pflichtangaben ergeben sich aus § 11 Abs. 1 Nr. 3 UStG. Als Rechnung gilt nach § 11 Abs. 2 UStG jede Urkunde, mit der ein Unternehmer über eine Lieferung oder sonstige Leistung abrechnet, gleichgültig, wie diese Urkunde im Geschäftsverkehr bezeichnet wird. Die Anforderungen an den Inhalt differieren danach, ob es sich um eine Kleinbetragsrechnung (bis zu 400 Euro), normale Rechnung (über 400 Euro) oder große Rechnung (über 10.000 Euro) handelt.
In der Schweiz heißt die Rechnung umgangssprachlich entweder „Faktura“ oder auch auf Schweizerdeutsch „Rächnig“. Sie ist gemäß Art. 3k MWSTG „jedes Dokument, mit dem gegenüber einer Drittperson über das Entgelt für eine Leistung abgerechnet wird, gleichgültig, wie dieses Dokument im Geschäftsverkehr bezeichnet wird.“ Art. 26 MWSTG stellt die inhaltlichen Anforderungen an die Rechnung auf. Der Leistungserbringer hat dem Leistungsempfänger auf Verlangen eine Rechnung auszustellen, die den Anforderungen des Art. 26 Abs. 2 und 3 MWSTG genügt. Für Kassenbons bis 400 Schweizer Franken gelten die meisten Anforderungen nicht. Seit Juli 2020 gilt in der Schweiz der Standard «QR-Rechnung», der die Rechnungen mit Einzahlungsscheinen durch ein voll maschinenlesbares Format ablöst.
In Frankreich beruht die Rechnung (französisch facture) auf der offiziellen Steuerbekanntmachung (französisch Bulletin Officiel des Impôts) 3 CA Nr. 136 vom 7. August 2003. Es gibt keine Kleinbetragsrechnungen, sodass auf jeder Rechnung die französische Mehrwertsteuer (französisch Taxe sur la valeur ajoutée, TVA) offen auszuweisen ist. Rechnungen müssen mindestens 3 Jahre nach Ausstellung aufbewahrt werden.
Die englische Rechnung (englisch invoice) gilt bis zu einem Bruttobetrag von 250 GBP als Kleinbetragsrechnung (englisch less detailed VAT invoice). Die britische Umsatzsteuer (englisch Value added tax, VAT) entsteht mit Ausführung der Lieferung (englisch tax point); sofern die Rechnungsstellung innerhalb von 14 Tagen nach Ausführung der Lieferung erfolgt ist, entsteht die Steuer mit dem Rechnungsdatum.